# 너스 베티
《너스 베티》(영어: Nurse Betty)는 2000년 개봉한 미국의 블랙 코미디 영화로, 닐 러뷰트가 감독을 맡았다. 2001년 제5회 새틀라이트상에서 뮤지컬·코미디 부문 작품상·여우주연상(러네이 젤위거)·남우조연상(모건 프리먼)을 받았다. 젤위거는 제58회 골든 글로브상 뮤지컬·코미디 영화 부문 여우주연상도 수상하였다.

## 출연
- 모건 프리먼
- 러네이 젤위거
- 크리스 록
- 그레그 키니어
- 에런 엑하트
- 티아 테이하다
- 크리스핀 글러버
- 프루잇 테일러 빈스
- 앨리슨 재니
- 캐슬린 윌호이트
- 엘리자베스 미첼
- 해리엇 샌섬 해리스
- 실라 켈리
- 이승희
- 스티븐 길본
- 크리스토퍼 맥도널드 (삭제 장면)

## 기타 제작진
- 협력 제작: W. 마크 맥네어, 앨버트 셔피로
- 배역: 하이디 레빗, 모니카 미컬슨
- 미술: 찰스 브린
- 의상: 리넷 마이어